# 戦火の馬 (映画)
『戦火の馬』（せんかのうま、原題：War Horse）は、マイケル・モーパーゴの小説『戦火の馬』、および2007年に初演されたニック・スタフォードによるその戯曲化『ウォー・ホース 〜戦火の馬〜』に基づく映画である。スティーヴン・スピルバーグが監督をつとめ、2011年12月25日に公開された。

## ストーリー
イギリス・デヴォンの貧しい小作農の息子として生まれたアルバート・ナラコットは、近所の牧場で一頭の馬の出産に目を奪われていた。産まれた馬は額に白いダイヤ形の模様があり、四肢に白い靴下をはいたような模様がある元気な茶色のサラブレッドだった。馬の成長を見守りながら、アルバートは何とか手なずけようと努力するが、馬は気性が荒く中々彼に心を開いてくれなかった。
そんなある日、父のテッドは農耕馬を買い付けに街の競売へ出かけた。多くの馬が出品される中、テッドはある馬に心を奪われた。それは額にダイヤ形の白い模様があるあのサラブレッドだった。彼は友人たちが諫めるのも無視して農耕には全く適さないこのサラブレッドを自身の大地主ライオンズと競り合って30ギニーという大金で落札してしまった。農耕馬を買いに行ったはずのテッドがサラブレッドを連れて帰ってきたことに、妻のローズは烈火の如く怒った。しかしアルバートは大喜びし、きっちりと調教することを条件にローズを何とか説得して飼育することを許してもらった。彼は馬にジョーイと名付け、ネイティブ・アメリカンが馬を呼ぶ時に使うフクロウの鳴き声のような呼び声をジョーイに覚えさせ、愛情を注いでいった。そんな中アルバートはローズから、テッドがかつて騎兵としてボーア戦争に出征し、勲章を授与されつつも心身に傷を負って帰ってきたことを知らされる。
しかしナラコット家はライオンズの土地で細々と農業を行う貧しい小作農であり、ジョーイを購入したこともあって、やがて小作料を納めきれない事態となってしまった。小作料の取り立てに来たライオンズに対し、テッドは荒れてとても農作に適さない土地を耕して何とかお金を捻出することを条件に支払いを猶予してもらった。
テッドが耕すと言った荒れた土地は慣れた農耕馬でも中々耕し切れないと言われる土地で、それをサラブレッドが耕すことなど到底不可能だと村人たちは嘲笑した。それでも諦めずにアルバートは脚の悪いテッドに替わってジョーイに農具をつけ、土地を耕し始めた。最初は刃が土にかまず全く耕せなかったが、突如降り始めた大雨で土が軟らかくなり、アルバートとジョーイは土地を耕すことに成功した。テッドは早速そこでカブの栽培を始めた。ライオンズへの小作料を支払う目処が立ってナラコット家には笑顔が戻り、アルバートはジョーイをさらに調教して自由に騎乗できるようにまでなった。
ところがある日、激しい雷雨が周囲を襲ったことで収穫間際だったカブが全てダメになってしまった。ライオンズへの小作料の支払いは事実上不可能となり、このままでは一家は農地と家を失って追い出されることになってしまう。そこでテッドは、ジョーイを売ることを決意。ジョーイを可愛がるアルバートに黙って街へ行ってしまった。
時代は第一次世界大戦が始まり、イギリスも大陸へ軍隊を派遣することになっていた。テッドに連れられて街に来ていたジョーイはイギリス軍のサーベル騎兵部隊に所属するジェームズ・ニコルズ大尉の目にとまり、30ギニーで買い取られることになった。そこへ、ジョーイが売られると悟ったアルバートが駆けつけて、一緒に志願入隊するとまで懇願して何とかジョーイを取り戻そうとする。しかしニコルズ大尉はアルバートがまだ入隊年齢に達していないため、大尉みずからジョーイを大切に扱うこと、戦争が終わったら返しに来ることを約束し、ジョーイを連れて戦地フランスへ渡ることになった。見送るアルバートは、テッドが騎兵時代に使い、ローズが保管していた連隊徽章入り三角旗をジョーイに託すのだった。
騎兵部隊には当然様々な軍馬がそろえられており、その中でもジョーイは部隊指揮官ジェイミー・スチュワート少佐の黒馬トップソーンと並ぶ名馬であった。突撃演習ではジョーイとトップソーンの2頭だけ群を抜いた速さを見せ、お互いをライバルであり友であると認識するようになった。
フランスへ送られた騎兵部隊は、斥候からの情報で近くにドイツ軍部隊が野営していることを知る。兵力はこちらの2倍だったが、騎兵が有利であるとの開戦当初の認識もあり、密かに近づいて騎兵突撃による奇襲をかけることとなった。ジョーイとトップソーンは、それぞれニコルズ大尉とスチュワート少佐を乗せ、ドイツ軍の野営地に乗馬突撃をかけた。
抜刀した騎兵部隊による奇襲を受け、ドイツ軍は大混乱に陥ったかに見えたが、彼らは野営地に隣接する森の中にあらかじめ機関銃陣地を構築していた。陣地に逃れたドイツ兵たちはそこに防御線を張って、イギリス軍の騎兵たちを機関銃の集中射撃で壊滅させた。ニコルズ大尉は戦死し、スチュワート少佐は捕虜になり、ジョーイとトップソーンはドイツ軍に捕まった。
ドイツ軍ではギュンターとミヒャエルという馬の扱いに慣れた若い兄弟が2頭の面倒を見ることとなった。上官に騎乗用の馬は役に立たないので農耕馬以外は射殺しろと命じられたが、ギュンターはジョーイとトップソーンを殺すのは惜しいと考え、負傷兵を乗せる馬車を引かせるために使わせて欲しいと希望して許された。ジョーイがすんなりと馬車を引くことを受け入れたのは、かつてアルバートが荒れた土地を耕すために農具を引かせたことがあったからだった。友であるジョーイが受け入れたことで、トップソーンも馬車引きを受け入れ、2頭は殺されずに済んだ。
やがてドイツ軍部隊は前線へ向かうこととなり、馬の扱いが特に上手いギュンターはこの場に残って馬の世話を、弟のミヒャエルは移動を、それぞれ命じられた。ギュンターは兄弟二人で後方に残ろうと企むが、純真なミヒャエルは前線で戦う覚悟はできていると言い張り、行軍の隊列に加わってしまう。しかしギュンターはミヒャエルを絶対に守ることを祖国の母と約束しており、軍から逃げ出すことを決意する。ギュンターはトップソーンに乗り、ジョーイを一緒に連れて部隊を追いかけると、ミヒャエルを隊列から強引に引き出し、ジョーイに乗せて逃げ出した。疲れ切った2人は見つけた風車小屋で休むことにしたが、翌日軍の追っ手に見つかり、敵前逃亡の罪によってその場で銃殺刑に処された。
一方、軍に見つからずに風車小屋に残されたジョーイとトップソーンは、小屋の持ち主であるジャム作り農家の少女エミリーに発見された。突然2頭の名馬が小屋に現れたことを喜ぶエミリーと、困惑するエミリーの祖父。祖父は、持ち主が現れないこと、骨折しやすいエミリーが馬に乗らないことを条件に飼育することを許した。そんなある日、エミリーの家にドイツ兵が食料や日用品の徴発に現れた。ドイツ軍に徴用された農民たちがエミリーの家の畑から農作物を収穫し、兵士が家の中のジャムや食料などを持ち去ったが、ジョーイとトップソーンは2階の寝室に隠されて見つからずに済んだ。
やがて祖父はジョーイとトップソーンに対するエミリーの愛情に根負けして、隠してあった馬具を彼女の誕生日にプレゼントした。馬を走らせないことを条件に騎乗を許したが、エミリーはジョーイに跨がるや否や走り出して丘を越えて見えなくなってしまった。エミリーは一向に戻ってこず、トップソーンもジョーイの後を追って走り去ってしまい、祖父は心配になって様子を見に行った。すると丘を越えたところではあのドイツ軍部隊が再び現れ、ジョーイからエミリーを引きずり下ろしている光景が目に入ってきた。祖父は何とかエミリーを救出したが、ジョーイとトップソーンはドイツ軍部隊に連れ去られ、祖父の手にはジョーイの三角旗が残った。
新たにジョーイとトップソーンの面倒を見ることになったのはドイツ兵のフリードリヒだった。彼はこの2頭が名馬であることを理解し、上官のブラントが馬を榴弾砲などを引かせるためだけの使い捨てだと考えていることに反発していた。やがて榴弾砲を牽引中に潰れた馬の代わりにトップソーンを連れてくるように命じられたフリードリヒは、トップソーンが膝を痛めていることを理由にやめて欲しいと懇願するが、上官の命令は絶対であるので従わざるを得なかった。すると事態を察したかのようにジョーイが突然榴弾砲の前へ飛び出してきた。まるで自分がトップソーンの代わりに榴弾砲を引くと言っているような様子に、フリードリヒの勧めもあってブラントはジョーイに榴弾砲を引かせることにした。
ソンム郊外の陣地まで移動された榴弾砲が砲撃を開始した頃、その砲弾が着弾する地点にはイギリス軍の兵士として前線へ来ていたアルバートの姿があった。彼はジョーイと再会するという希望を捨てず、ジョーイに呼びかけるフクロウの呼び声を発しては周囲を笑われていた。
開戦当初と異なり、戦場では機関銃や戦車といった新兵器の大量投入で騎兵は重視されなくなり、両軍兵士は敵の弾幕を避けるために塹壕を掘り進んで戦っていた。ソンムの戦いが始まり、イギリス軍部隊は塹壕を出てドイツ軍陣地へ突撃をかけるよう命じられ、アルバートは同郷の親友アンドリュー・イーストンや、大地主の息子であるデイヴィッド・ライオンズと共に塹壕を出た。両軍中間の無人地帯で大勢の将兵が死傷し、デイヴィッドも負傷して倒れたが、アルバートはドイツ軍の機関銃陣地に手榴弾を投げ込んで突破口を切り開き、ドイツ軍の塹壕に入ることに成功した。しかしそこへドイツ軍から化学兵器による攻撃が加えられ、アンドリューはガスマスクをつける間もなく毒ガスに呑みこまれ、アルバートも一時的に視力を失ってしまった。
一方ドイツ軍ではジョーイとトップソーンを連れてフリードリヒが前線へ向かって移動していたが、トップソーンは膝の怪我と疲労によってついに死んでしまった。悲しむジョーイとフリードリヒだったが、イギリス軍戦車の襲撃を受けてドイツ軍は退却することになり、フリードリヒは馬は放っておいて逃げろと、他の兵士たちに引きずられてしまう。フリードリヒは大声でジョーイにどこかへ逃げろと叫び、ジョーイはその声に応えて走り出した。
銃弾や砲弾が飛び交う無人地帯を一心不乱に走り続けたジョーイは、やがて戦場に張り巡らされた有刺鉄線に絡まって動けなくなってしまった。その様子を見ていたイギリス兵のコリンは、白旗を掲げてジョーイの救出に向かった。するとドイツ軍からもペーターという兵士が有刺鉄線を切るためのカッターを持ってやってきた。コリンとペーターは協力してジョーイを救出し、コイントスでコリンが馬を連れて行くことを決め、お互いと馬の無事を祈りつつそれぞれの陣地へ戻っていった。
怪我を負ったジョーイを連れ戻ったコリンは獣医を探すが、すでに戦場から騎兵や馬がいなくなっていたこともあって人間を診る軍医しかいなかった。それでもコリンはジョーイを軍医に診せたところ、軍医は負傷兵を救うだけで手一杯であり、破傷風で助からないから射殺するようフライ軍曹に命じてしまった。そこへ「戦場の中間地点で見つかった奇跡の馬」の噂を聞きつけたアルバートがフクロウの呼び声を上げて現れた。彼は一時的に視力を失って目に包帯を巻いていたが、噂の馬がジョーイであることを確信していたのである。呼び声を聞いたジョーイはすぐにアルバートの元へ駆け寄った。
アルバートは軍医にジョーイが自分の馬であることを訴え、その証拠に額の白いダイヤ形の模様と四肢の白い靴下の模様があるはずだと言った。しかしそのような模様は無かったので呆れた軍医は再び射殺を命じようとしたが、様子を見ていたコリンが馬は泥に汚れているので模様が見えないだけだと言って泥をぬぐったところ、アルバートの言う通りの模様が見つかった。軍医はジョーイにできるだけの治療をすることをアルバートに約束した。
やがて怪我が治ったアルバートやジョーイのもとに、戦争が終わってイギリスが勝利したことが伝えられた。ようやくジョーイを連れて故郷に帰れると安心したアルバートだったが、無情にも上官から将校の馬以外はフランス現地で競売にかけられる旨を通達されてしまった。フライ軍曹はそれに怒って上官に掛け合ったが聞き入れられなかった。
ジョーイを連れて帰ることを諦めかけていたアルバートだったが、奇跡の馬の話を知っている兵士や下士官、将校たちがアルバートのために29ポンドをカンパしてくれた。これでジョーイを買い戻せというのである。騎乗用の馬は人気が無く、競売の参加者は農耕馬が目当てなので落札できるだろうと思われた。
しかし競売が始まると、100ポンド、1000ポンドの大金を出してでも落札するという老人が現れた。エミリーの祖父だった。エミリーは既に亡くなっており、奇跡の馬の噂を聞きつけて孫のよすがとして馬を買い戻そうとやってきたのである。思わぬ横やりにアルバートはジョーイの落札を諦め、エミリーの祖父にジョーイを託そうと考えた。しかし別れがたい素振りを見せるジョーイの姿を見て、また祖父が取っておいたジョーイの三角旗がアルバートの父親のものだと知り、エミリーの祖父は、ジョーイをアルバートに返すことを決意した。

## キャスト
※括弧内は日本語吹き替え
- アルバート・ナラコット - ジェレミー・アーヴァイン（新垣樽助）
- ローズ・ナラコット - エミリー・ワトソン（佐々木優子）
- テッド・ナラコット - ピーター・マラン（菅生隆之）
- エミリーの祖父 - ニエル・アレストリュプ（小島敏彦）
- ライオンズ - デヴィッド・シューリス（大塚芳忠）
- ジェームズ・ニコルズ大尉 - トム・ヒドルストン（村治学）
- ジェイミー・スチュワート少佐 - ベネディクト・カンバーバッチ（田中正彦）
- サイ・イーストン - ゲイリー・ライドン（中博史）
- アンドリュー・イーストン - マット・ミルン（英語版）（杉山紀彰）
- パーキンス - ジョフ・ベル（英語版）（佐藤祐四）
- チャーリー - パトリック・ケネディ（英語版）（中村大樹）
- フリードリヒ - ニコラス・ブロ（桜井敏治）
- ギュンター - ダフィット・クロス（山崎健太郎）
- ミヒャエル - レオナート・カロヴ（ドイツ語版）（三宅貴洋）
- フライ - エディ・マーサン（永田博丈）
- エミリー - セリーヌ・バケンズ（槙乃萌美）
- ブラント - ライナー・ボック（五王四郎）
- デイヴィッド・ライオンズ - ロバート・エムズ（英語版）（杉山大）
- ジョルディの兵士 - トビー・ケベル（船木真人）

## 製作

### 企画
2009年、映画プロデューサーのキャスリーン・ケネディとフランク・マーシャルの夫妻は、2人の娘とともにロンドンのウエスト・エンドで上演され既に高い評価を得ていた『軍馬ジョーイ』を鑑賞した。彼らは物語に深く感動し、またマーシャルは原作の映画化の権利がまだ誰にも買われていなかったことにひどく驚いたという。ケネディはアンブリン・エンターテインメントの同僚スティーヴン・スピルバーグに舞台のことを話し、2009年12月16日、ドリームワークスは原作の権利を購入したと発表した。その中でスピルバーグは「マイケル・モーパーゴの小説『戦火の馬』を読んだときから、私にはこれがドリームワークスと作りたかった映画だということがわかった」「その心とメッセージが伝える物語は、どの国でも受け容れられるだろう」とコメントした。スピルバーグは2010年2月1日にロンドンの舞台を観劇した。
ドリームワークスのステイシー・スナイダーはリチャード・カーティスに脚本の執筆を依頼し、スピルバーグは監督を確約した。スピルバーグが監督することは2010年5月3日、キャストは2010年6月17日に発表された。2011年4月にトライベッカ映画祭でピーター・マランが語ったところによると、マランが出演を決めたのはスピルバーグが監督するためだけでなく、「美しく、本当によくできた脚本」のためでもあった。
モーパーゴによると、スピルバーグは数週の間にケネディの舞台の感想を聞き、「観劇し、キャストに会い、帝国戦争博物館を訪れて、これを次の監督作にしようと決めた。次の数週間、彼はリー・ホールとリチャード・カーティスとともに脚本に取りかかり、そして数か月のうちに映画の製作が始まった」。
スピルバーグはこれまでに第二次世界大戦にまつわる映画の監督を6作（『1941』、『レイダース/失われたアーク《聖櫃》』、『太陽の帝国』、『インディ・ジョーンズ/最後の聖戦』、『シンドラーのリスト』、『プライベート・ライアン』）、クリント・イーストウッド監督の映画の製作を2作（『父親たちの星条旗』と『硫黄島からの手紙』）、テレビドラマの製作を2作（『バンド・オブ・ブラザーズ』と『ザ・パシフィック』）手がけているが、第一次世界大戦にまつわる仕事はこれが初となる。ケネディは「第一次世界大戦を扱った映画が少なかったことは、私たちがこれに惹かれた理由の一つだと思う」「アメリカでは忘れられた戦争だが、スティーヴンと私には非常に大きな影響を及ぼしている」と語った。
バトルフィールド・パートナーシップス社のデイヴィッド・ケニオンとアンドリュー・ロバートショウが軍事監修を務めた。

### キャスティング
いくつかの憶測が流れた後、2010年6月17日にキャストが発表された。直前の週にはエディ・レッドメインがアルバート・ナラコット役で主演することが噂されたが、実際にはそれより無名の舞台俳優ジェレミー・アーヴァインが選ばれた。キャストはヨーロッパ人で固められており、イギリス人、フランス人、ドイツ人の俳優がそれぞれの国の人物を演じる。デイヴィッド・ライオンズ役のロバート・エムズは、ウエスト・エンドの舞台で主役のアルバートを演じていた。
2010年7月下旬にデヴォンでエキストラのキャスティングが行われた。カースル・クームで行われた撮影にモーパーゴの原作の基になった退役軍人の一人バジェット大尉の孫娘がエキストラとして出演している。またモーパーゴ自身もカメオ出演している。
撮影前の2か月間、俳優たちは苛酷な乗馬訓練を受けた。

### 撮影

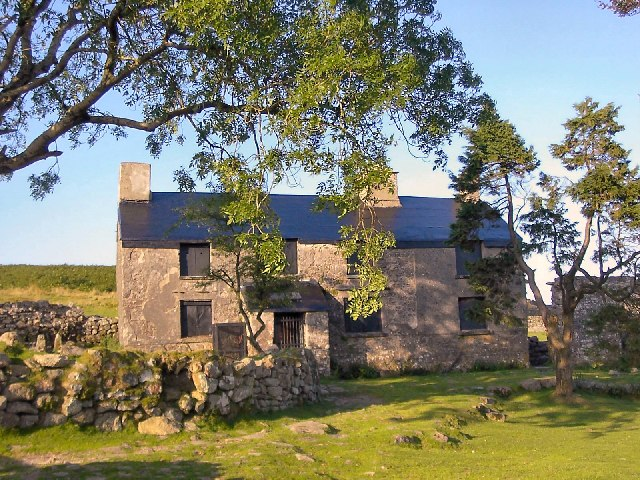
映画でナラコット家の農家として使われたディッツワージー・ウォーレン・ハウス。

スピルバーグの映画は秘密主義とセキュリティの高さで知られる。本作もその例外ではなく、撮影は『Dartmoor』という偽名の下で行われた。
撮影はハンプシャー北部にあるウェリントン公爵の邸宅ストラトフィールド・セイ・ハウスで、130人のエキストラが参加した騎兵隊の突撃シーンから始まった。2010年8月に始まったデヴォンのダートムーアでの撮影では、メヴィの小さな村や、ウィデクーム・イン・ザ・ムーア近郊が使われた。ダートムーアのシープストール近郊にある重要文化財建築物ディッツワージー・ウォーレン・ハウスがナラコット家の農家として使われた。

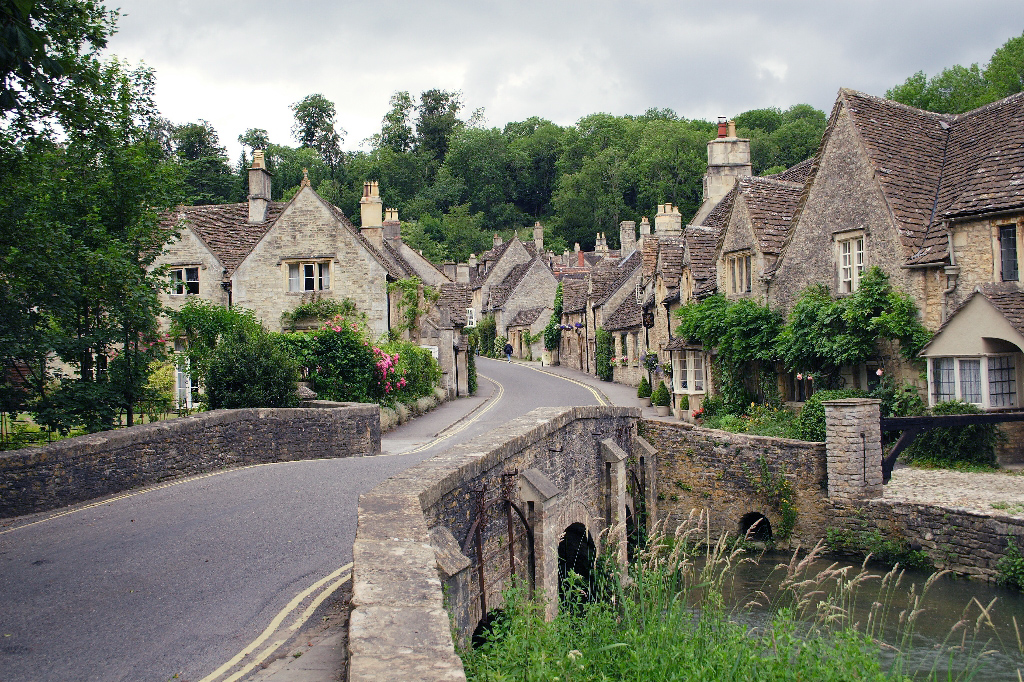
もうひとつの撮影場所となったウィルトシャー州カースル・クーム。

農場のシーンにはデヴォンが使われたが、村の中心部のシーンにはウィルトシャーのカースル・クームの村が使われた。デヴォンでは土壁に藁葺き屋根の建物が多いのに対して、ウィルトシャーでは壁や屋根に石が使われる。ウィルトシャーでの撮影は2010年9月21日に始まり、2010年10月1日まで続いた。撮影の間築かれた柵で待たなければ村に入れないとして、村における厳しいセキュリティの強制に憤るカースル・クームの住民もいた。
カースル・クームに続いては、サリーのウィズリー・エアフィールドで戦場のシーンが撮影された。2010年10月4日からの約2週間はサリーのファーナム近郊にあり、しばしば映画の撮影に使われることで有名なボーン・ウッドでも戦中のシーンの撮影が行われた。2010年10月13日と14日には公開邸宅「ルートン・フー」で撮影が行われた。撮影はウェールズのカーウェントでも行われた。映画の撮影はフランスのシーンも含めすべてイギリスで行われ、2010年10月の最終週に撮了を迎えた。スタジオでの撮影はサリーのロングクロス・スタジオとロンドンのトウィッケナム撮影所で行われた。
リー・ホールとリチャード・カーティスによる映画の脚本は、2007年のニック・スタフォードの戯曲と同様に原作の馬の視点による語りは排除されている。舞台では馬の模造が使われたが、映画では本物の馬を用いて撮影された。イギリスでの撮影中、11頭の馬が最も重要な馬のキャラクターであるジョーイを演じた。2011年3月にはカリフォルニアで鹿毛の仔馬を使った追加撮影が行われた。

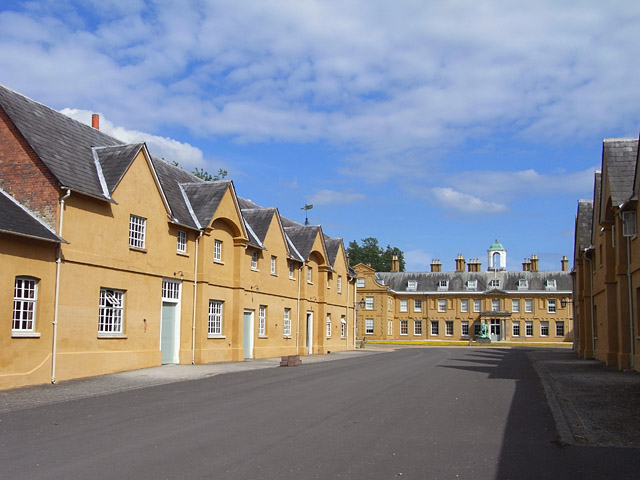
いくつかのシーンの撮影に使われたバークシャーのストラトフィールド・セイ・ハウスの馬車小屋と厩舎。

映画初出演で主演のアーヴァインにとって、撮影はときに苛烈であった。とくに130頭の馬と数多くのイギリス騎兵たちがドイツの機関銃の隊列に突っ込んでいくシーンは、「足元では本物の爆発があり、死体が空中を飛び、スタントマンたちが撃たれていた。あれはすごかった。砲火の煙と臭いと感覚。あの状況で恐怖を演じるのは難しくなかった。これは間違いなくよく考えられていた。映画をよく見せるためだけでなく、演じる人にも効果があった。驚くべきシーンだ」。

### ポストプロダクション
マイケル・カーンは撮影中に予告編を作り、撮影と同時並行で本編の編集を行った。編集はフィルムではなくAvid上でデジタルに行われた。これはスピルバーグにとって初の試みであった。
編集は撮了後もロンドンのトウィッケナム撮影所で続けられ、2010年11月にはアメリカへ戻った。
カーンはジョン・ウィリアムズの楽曲の録音が2011年の3月から4月にかけて行われると語っていた。イギリスのフォーク歌手ジョン・タムズが舞台のために書いた楽曲の一つが映画でも使われる。
ロンドンの会社フレームストアがVFXを掌った。しかしケネディによると、特殊効果は非常に少ないという。「スティーヴンは『プライベート・ライアン』を持ち込むことには興味がなかったし、私たちはPG-13指定の映画を作りたかった」。

### 日本語版制作スタッフ
- 演出：小山悟
- 吹替翻訳：前田美由紀
- 録音・調整：吉田佳代子
- 録音制作：HALF H・P STUDIO
- 制作監修：津司大三
- 日本語版制作：DISNEY CHARACTER VOICES INTERNATIONAL, INC.

## 公開
アメリカでは2011年12月25日、イギリスでは2012年1月13日に公開が予定された。アメリカでの公開は当初2011年8月10日が予定されていたが、2010年10月初旬にドリームワークスとディズニーの重役が集まって試写をした結果、ホリデイシーズンの公開が妥当と判断された。
撮影中に敷かれた戒厳令のため、非公式な撮影中の写真や映像はわずかしか出回ることがなかった。2010年10月、ヤヌス・カミンスキーのFacebookページに戦場のセットで撮られたカミンスキーの写真が投稿された。ドリームワークスは2011年3月11日から14日にかけて最初の公式写真10枚を『エンパイア』誌、『デイリー・メール』紙、『エンターテインメント・ウィークリー』誌に分けて公開した。
2011年6月29日、最初の予告編と公式ウェブサイトが公開された。
本作では批評家向けの試写や都市部での一般試写会よりも先に、アメリカ内陸部で一般試写会を催すという異例の宣伝戦略が採られた。最初の試写会は2011年11月1日、2日と10日、アメリカ各地で行われた。11月16日には、11月11日の休戦記念日にちなんでカナダの退役軍人たちが試写会に招かれた。11月27日にはアメリカの広い地域で試写会が行われ、ニューヨークでの試写会でスピルバーグが登壇し質問に答えた模様は他の試写会場やインターネットで中継された。
批評家向けのプレス試写は2011年11月23日と24日、ニューヨークとロサンゼルスで行われたが、正式な批評の発表は2011年12月21日以降に制限された。11月27日にはロンドンでスタッフとキャスト向けの試写が行われ、スピルバーグの側近以外で映画に関わった人々が完成した映画を初めて鑑賞する機会となった。テレビCMは感謝祭の日から順次放映された。
ワールド・プレミアは12月4日、ニューヨーク・リンカーン・センター内のエイヴリー・フィッシャー・ホールで開かれた。2012年1月8日にはイギリス・プレミアがロンドン・レスター・スクウェアで行われ、ケンブリッジ公爵ウィリアム王子とキャサリン妃が出席した。

## 評価
本作は批評家から概ね高い評価を受けている。ブロガーによる非公式なレビューは最初の試写会が行われた2011年11月1日からインターネット上に現れ始め、11月3日には『Ain't It Cool News』に掲載された。正式な批評の発表は2011年12月21日以降に制限されたものの、11月26日以降『デイリー・テレグラフ』などの主要メディアにもレビューが登場し始めた。『デイリー・メール』は「スピルバーグの最高のとき」と映画を称え、一方『ガーディアン』は「スピルバーグは自身の映画にお伽話の品質を注入しようと試みるが、監督の拘束を授けるだけである」として映画を失敗作とみなした。『タイム』のリチャード・コーリスは本作を2011年のトップ10映画の1つとして、「『戦火の馬』が感動させずにおけるのは最も冷たい人たちの心だけだろう」といった。『シカゴ・サンタイムズ』のロジャー・イーバートは本作に「間違いなくスピルバーグが捉えた映像のベストのうちのいくつか」があるといい、3.5/4個の星をつけた。
映画のレビューを収集するウェブサイトRotten Tomatoesは、183個のレビューに基づき好意的な評価の割合を77%、評価の平均を7.1/10とし、批評家の総意として「技術的に最高の、堂々と感傷的な、そして大胆にも古風な『戦火の馬』は、スピルバーグのいつもの才能が心を揺さぶる感情的なドラマである」をあげている。有力媒体の批評から100点満点の加重平均値を導くMetacriticは40件の批評を基に72という「広く好意的な評価」の値を示している。

## 受賞とノミネート
| 賞                                 | 部門                | 対象 | 結果       |
| ---------------------------------- | ------------------- | --- | ---------- |
| アカデミー賞                       | 作品賞              | スティーヴン・スピルバーグ、キャスリーン・ケネディ                                                         | ノミネート |
| アカデミー賞                       | 美術賞              | リック・カーター、リー・サンデイルズ                                                                       | ノミネート |
| アカデミー賞                       | 撮影賞              | ヤヌス・カミンスキー                                                                                       | ノミネート |
| アカデミー賞                       | 作曲賞              | ジョン・ウィリアムズ                                                                                       | ノミネート |
| アカデミー賞                       | 音響編集賞          | リチャード・ハイムンス、ゲイリー・ライドストロム                                                           | ノミネート |
| アカデミー賞                       | 録音賞              | ゲイリー・ライドストロム、アンディ・ネルソン、トム・ジョンソン、スチュアート・ウィルソン                   | ノミネート |
| ワシントンD.C.映画批評家協会賞     | 撮影賞              | ヤヌス・カミンスキー                                                                                       | ノミネート |
| ワシントンD.C.映画批評家協会賞     | 美術賞              | リック・カーター                                                                                           | ノミネート |
| ワシントンD.C.映画批評家協会賞     | 作曲賞              | ジョン・ウィリアムズ                                                                                       | ノミネート |
| ヒューストン映画批評家協会賞       | 作品賞              | 『戦火の馬』                                                                                               | ノミネート |
| ヒューストン映画批評家協会賞       | 撮影賞              | ヤヌス・カミンスキー                                                                                       | ノミネート |
| ヒューストン映画批評家協会賞       | 作曲賞              | ジョン・ウィリアムズ                                                                                       | ノミネート |
| サテライト賞                       | 作品賞              | 『戦火の馬』                                                                                               | ノミネート |
| サテライト賞                       | 監督賞              | スティーヴン・スピルバーグ                                                                                 | ノミネート |
| サテライト賞                       | 脚色賞              | リー・ホール、リチャード・カーティス                                                                       | ノミネート |
| サテライト賞                       | 作曲賞              | ジョン・ウィリアムズ                                                                                       | ノミネート |
| サテライト賞                       | 撮影賞              | ヤヌス・カミンスキー                                                                                       | ノミネート |
| サテライト賞                       | 視覚効果賞          | ベン・モリス                                                                                               | ノミネート |
| サテライト賞                       | 編集賞              | マイケル・カーン                                                                                           | ノミネート |
| サテライト賞                       | 音響賞              | アンディ・ネルソン、ゲイリー・ライドストロム、リチャード・ヒムズ、ステュアート・ウィルソン、トム・ジョソン | ノミネート |
| シカゴ映画批評家協会賞             | 撮影賞              | ヤヌス・カミンスキー                                                                                       | ノミネート |
| セントルイス映画批評家協会賞       | 撮影賞              | ヤヌス・カミンスキー                                                                                       | ノミネート |
| セントラルオハイオ映画批評家協会賞 | 撮影賞              | ヤヌス・カミンスキー                                                                                       | ノミネート |
| セントラルオハイオ映画批評家協会賞 | 作曲賞              | ジョン・ウィリアムズ                                                                                       | ノミネート |
| セントラルオハイオ映画批評家協会賞 | 作品賞              | 『戦火の馬』                                                                                               | 受賞       |
| セントラルオハイオ映画批評家協会賞 | 撮影賞              | ヤヌス・カミンスキー                                                                                       | 受賞       |
| クリティクス・チョイス・アワード   | 撮影賞              | ヤヌス・カミンスキー                                                                                       | 受賞       |
| クリティクス・チョイス・アワード   | 作品賞              | 『戦火の馬』                                                                                               | ノミネート |
| クリティクス・チョイス・アワード   | 監督賞              | スティーヴン・スピルバーグ                                                                                 | ノミネート |
| クリティクス・チョイス・アワード   | 美術賞              | リック・カーター                                                                                           | ノミネート |
| クリティクス・チョイス・アワード   | 音響賞              | 『戦火の馬』                                                                                               | ノミネート |
| クリティクス・チョイス・アワード   | 作曲賞              | ジョン・ウィリアムズ                                                                                       | ノミネート |
| ゴールデングローブ賞               | 作品賞 (ドラマ部門) | 『戦火の馬』                                                                                               | ノミネート |
| ゴールデングローブ賞               | 作曲賞              | ジョン・ウィリアムズ                                                                                       | ノミネート |
| ロンドン映画批評家協会賞           | 英国男優賞          | ピーター・マラン                                                                                           | ノミネート |
| ロンドン映画批評家協会賞           | 英国若手俳優賞      | ジェレミー・アーヴァイン                                                                                   | ノミネート |
| 全米製作者組合賞                   | 劇場映画賞          | 『戦火の馬』                                                                                               | ノミネート |
| 英国アカデミー賞                   | 撮影賞              | ヤヌス・カミンスキー                                                                                       | ノミネート |
| 英国アカデミー賞                   | 作曲賞              | ジョン・ウィリアムズ                                                                                       | ノミネート |
| 英国アカデミー賞                   | 音響賞              | アンディ・ネルソン、ゲイリー・ライドストロム、リチャード・ヒムズ、ステュアート・ウィルソン、トム・ジョソン | ノミネート |
| 英国アカデミー賞                   | 美術賞              | リック・カーター、リー・サンデイルズ                                                                       | ノミネート |
| 英国アカデミー賞                   | 特殊視覚効果賞      | ベン・モリス、ニール・コブルド                                                                             | ノミネート |
| 視覚効果協会賞                     | サポート視覚効果賞  | 『戦火の馬』                                                                                               | 未決定     |